# Caseara
Caseara är en kommun i Brasilien.   Den ligger i delstaten Tocantins, i den centrala delen av landet, 700 km norr om huvudstaden Brasília. Antalet invånare är 4 601.
Omgivningarna runt Caseara är huvudsakligen savann. Runt Caseara är det mycket glesbefolkat, med 2 invånare per kvadratkilometer.